# Ludwig von Hammerstein
Pour les articles homonymes, voir Hammerstein et Hammerstein (homonymie).
Ludwig von Hammerstein, né le 1er septembre 1832 au château de Gesmold à Melle, Royaume de Hanovre et décédé le 15 août 1905 à Trèves est un apologète jésuite prussien.

## Biographie
Ludwig von Hammerstein est issu d'une famille de haute noblesse prussienne luthérienne. Il se convertit au catholicisme dans sa jeunesse et, après des études de droit et une brève carrière comme commissaire aux comptes, entre dans la Compagnie de Jésus en 1859. Après sa formation comme jésuite et son ordination il est nommé en 1870 professeur de droit canonique à Maria Laach, ancienne abbaye bénédictine transformée en collège jésuite. Lorsque Otto von Bismarck signe l'ordre d'expulsion des Jésuites de l'Empire allemand en 1872 il s'exile en Angleterre puis en Belgique où il travaille pour la revue Stimmen aus Maria-Laach. De santé fragile il doit souvent interrompre son travail. En 1883 il est à Trèves et reprend ses recherches en droit canonique, écrit ses mémoires et se lance dans l'écriture apologétique, cette dernière activité l'occupera jusqu'à sa mort et le rendra célèbre. 

## Ses écrits
Ses principales œuvres:
- Mémoires d'un ancien luthérien (1882) (1904) - Ouvrage autobiographique de sa conversion au catholicisme.
- Edgar, ou de l'athéisme à la pleine vérité (1888) - Ouvrage apologétique de la foi catholique adressé à de potentiels convertis protestants.
- Relation Église et État, du point de vue du droit (1883) - Ouvrage dans lequel il débat entre autres avec l'historien Adolf von Harnack sur la question du rapport religion-État.
- Défense de l'Église catholique et de son enseignement (1890) - Ouvrage apologétique défendant l'Église catholique contre ses "ennemis".